# Čierna hora (1289 m)
Čierna hora - szczyt górski w Górach Lewockich we wschodniej Słowacji. 1289 m n.p.m. - najwyższy szczyt pasma. Zalesiony. Szlaków turystycznych brak - najłatwiejsze dojście ze wsi Ihľany. Do 31 grudnia 2005 roku szczyt ten znajdował się na terenie poligonu wojskowego "Javorina".  
Źródła: 
- Juraj Kordováner, Zdeněk Šír (red.) Levočské vrchy. Turistická mapa. 1:50.000, 3. vydanie, VKÚ a.s., Harmanec 2002, ISBN 80-8042-313-X